# Ramapitec
Ramapitecul a fost o maimuță care a trăit în perioada 20 000 000—7 000 000 î.Hr. Era urmașul driopitecului și strămoșul australopitecului. Era semiarboricol; ocazional, avea poziție verticală; spărgea oasele cu bolovani pentru a extrage măduva.